# Mehdi Zeffane
Mehdi Zeffane, född 19 maj 1992 i Sainte-Foy-lès-Lyon, är en franskfödd algerisk fotbollsspelare (högerback) som spelar för Clermont Foot i Ligue 1. Han har även representerat Algeriets landslag.